# Шарль Конан Банні (стадіон)
Стадіон «Шарль Конан Банні» (фр. Stade Charles Konan Banny de Yamoussoukro) — футбольний стадіон у Ямусукро, Кот-д'Івуар, урочисто відкритий 3 червня 2022 року. Це був четвертий серед шести стадіонів, залучених до матчів Кубка африканських націй 2023 року в Кот-д'Івуарі.
Стадіон було передано муніципалітету Ямусукро, і він став приймати ігри Ліги 1, де грала місцева команда СОА. З 2023 року стадіон носить ім'я колишнього прем'єр-міністра країни Шарля Конана Банні.

## Історія

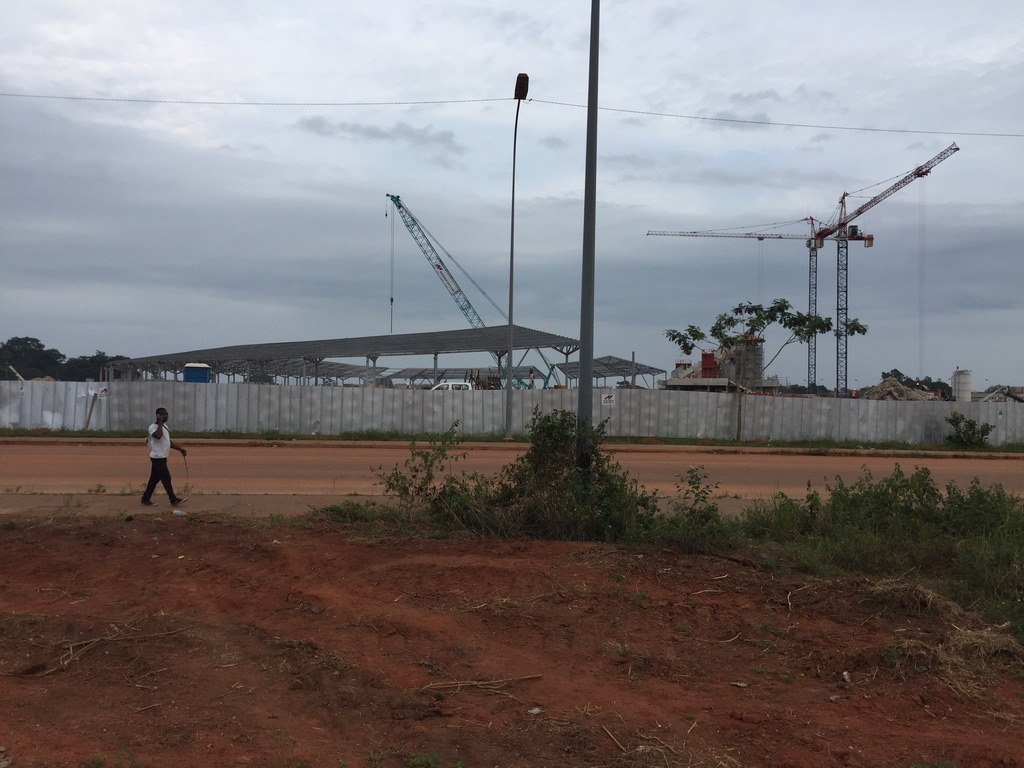
Стадіон під час будівництва, 11 серпня 2020 року.

### Будівництво
19 жовтня 2018 року прем'єр-міністр Кот-д'Івуару Амаду Гон Кулібалі оголосив початок будівництва стадіону. Стадіон мав прийняти матчі Кубка африканських націй 2021 року, але 30 листопада 2018 року КАФ позбавила Камерун права приймати Кубок африканських націй 2019 року через затримки в будівництві стадіонів та іншої необхідної інфраструктури і його було перенесено до Єгипту. Тодішній президент КАФ Ахмад Ахмад заявив, що замість цього Камерун погодився прийняти турнір у 2021 році. Таким чином, Кот-д'Івуар отримав право на проведення Кубка африканських націй у 2023 році. 30 січня 2019 року президент КАФ підтвердив зміну розкладу після зустрічі з президентом Кот-д'Івуару Алассаном Уаттарою в Абіджані, Кот-д'Івуар. Це дало уряду більше часу для покращення та перевірки стану стадіону.
Незважаючи на поширення пандемії COVID-19 в Африці, було докладено зусиль для продовження будівництва стадіону, яке було завершено влітку 2021 року.

### Здача та відкриття
Відкриття мало відбутися у вересні 2021 року. Однак Конфедерація африканського футболу виявила деякі недоліки на стадіоні, головним чином з точки зору безпеки, і матчі за участю національної футбольної збірної Кот-д'Івуару довелося перенести в інше місце. Стадіон було урочисто відкрито 3 червня 2022 року під час матчу кваліфікації до Кубка африканських націй 2023 року між Кот-д'Івуаром і Замбією (3:1). Стадіон був названий на честь колишнього політика Шарля Конана Банні, який обіймав посаду прем'єр-міністра країни з 7 грудня 2005 року до 4 квітня 2007 року, і помер від COVID-19 під час пандемії COVID-19 у Франції після його евакуації туди у віці 78 років.

### Кубок африканських націй 2023
Стадіон став одним із місць проведення Кубка африканських націй 2023 року. На арені пройшло 8 ігор.